# چنگ کایجیا
چنگ کایجیا (انگلیسی: Cheng Kaijia؛ زادهٔ ۳ اوت ۱۹۱۸ – درگذشته ۱۷ نوامبر ۲۰۱۸) یک دانشمند در زمینه فیزیک هسته‌ای اهل جمهوری خلق چین بود. کایجیا را به عنوان یکی از پیشتازان برنامه هسته‌ای چین می‌شناسند. چنگ کایجیا در ۱۷ نوامبر ۲۰۱۸ در سن ۱۰۰ سالگی درگذشت.